# Autorité combinée du Yorkshire de l'Ouest
Wellington House, Leeds
L'autorité combinée du Yorkshire de l'Ouest (en anglais : West Yorkshire Combined Authority - WYCA) est une autorité combinée du Yorkshire de l'Ouest, dans le nord de l'Angleterre, au Royaume-Uni.

## Historique
Après l'abolition de son conseil en 1986, le comté du Yorkshire de l'Ouest se retrouve sans autorité élue pour gérer ses affaires publiques. Ses prérogatives reviennent aux cinq districts le composant, mais certains services continuent à être traités au niveau du comté par les West Yorkshire Joint Services.
La création d'une autorité combinée est proposée dès 2012 et devient effective le 1er avril 2014.

## Composition
L'autorité combinée regroupe Bradford, Calderdale, Kirklees, Leeds et Wakefield. La ville de York n'en fait pas partie mais possède le statut de partenaire.

## Pouvoirs
L'autorité combinée est dotée de pouvoirs en matière de transports publics, de développement économique et de renouvellement urbain.

## Politique et administration
L'autorité combinée est dirigée par un conseil formé des dirigeants des conseils des cinq collectivités membres, ainsi que, depuis 2021, d'un maire élu au suffrage universel pour un mandat de quatre ans.
| Période     | Période  | Identité     | Étiquette          | Qualité |
| ----------- | -------- | ------------ | ------------------ | ------- |
| 10 mai 2021 | En cours | Tracy Brabin | Parti travailliste |         |

Le siège de l'autorité est situé à Wellington House, dans la ville de Leeds.